# کسل کاروک
کسل کاروک (به انگلیسی: Castle Carrock) یک روستا و محله مدنی در بریتانیا است که در کارلایل واقع شده‌است. کسل کاروک ۳۰۳ نفر جمعیت دارد.